# Caracanthus
Caracanthus is een geslacht van straalvinnige vissen uit de familie van schorpioenvissen (Scorpaenidae). Het geslacht is voor het eerst wetenschappelijk beschreven in 1844 door Henrik Nikolai Krøyer.
Het geslacht heette oorspronkelijk Micropus en werd beschreven in 1831 door John Edward Gray samen met de soort Micropus maculatus. De naam Micropus bleek echter reeds gebruikt door Johann Wolf in 1810 voor een geslacht van gierzwaluwen. Krøyer verving de naam door Caracanthus.

## Kenmerken
Het zijn kleine zeevissen, 3 tot 5 cm lang. Hun lichaam is bedekt met talrijke kleine huidpapillen, wat ze een wollig uiterlijk verleent.

## Soorten
- Caracanthus maculatus (Gray, 1831)
- Caracanthus madagascariensis (Guichenot, 1869)
- Caracanthus typicus Krøyer, 1845
- Caracanthus unipinna (Gray, 1831)